# Saraca schmidiana
Saraca schmidiana är en ärtväxtart som beskrevs av Jules Eugène Vidal. Saraca schmidiana ingår i släktet Saraca och familjen ärtväxter. Inga underarter finns listade i Catalogue of Life.